# Від'я Бхушант Соні
Від'я Бхушант Соні (англ. Vidya Bhushan Soni; 13 травня 1942) — індійський дипломат.  Надзвичайний і Повноважний Посол Індії в Україні. 

## Життєпис
Народився 13 травня 1942 року. У 1977 закінчив Оксфордський університет.
З 1967 по 1969 — співробітник МЗС Індії.
З 1969 по 1971 — 3-й секретар посольства Індії в Москві (СРСР).
З 1971 по 1974 — 2-й, 1-й секретар посольства Індії в Каїрі (Єгипет).
З 1974 по 1976 — заступник секретаря МЗС Індії.
З 1976 по 1977 — навчання в Оксфордському університеті.
З 1978 по 1980 — 1-й секретар посольства Індії в Куала Лумпурі (Малайзія).
З 1980 по 1983 — радник посольства Індії в Лондоні (Велика Британія).
З 1983 по 1986 — директор департаменту МЗС Індії в Делі.
З 1986 по 1989 — генеральний консул Індії в Сіднеї (Австралія).
З 1989 по 1994 — Надзвичайний і Повноважний Посол Індії в Дакарі (Сенегал).
З 1994 по 1997 — Надзвичайний і Повноважний Посол Індії в Кінгстоні (Ямайка).
З 1997 по 2002 — Надзвичайний і Повноважний Посол Індії в Києві (Україна). Зіграв важливу роль у підписанні комплексної Угоди про науку та технології між Індією та Україною, сприяв подвоєнню фармацевтичного експорту з Індії в Україну.
Після виходу на пенсію з серпня 2005 року по березень 2015 року він був президентом Overseas Infrastructure Alliance ltd.